# مايك ويلسون (ملاكم)
مايك ويلسون (بالإنجليزية: Mike Wilson)‏ (7 فبراير 1983 بميدفورد في الولايات المتحدة - ) هو ملاكم أمريكي، صنّف ضمن فئة وزن ثقيل.

## وصلات خارجية
- مايك ويلسون على موقع بوكس ريك (الإنجليزية) (registration required)